# خورشیدگرفتگی ۱۹ ژوئن ۱۹۳۶
خورشیدگرفتگی ۱۹ ژوئن ۱۹۳۶ (به انگلیسی: Solar eclipse of June 19, 1936) یک خورشیدگرفتگی از نوع خورشیدگرفتگی کامل است. این خورشیدگرفتگی در تاریخ ۱۹ ژوئن ۱۹۳۶ میلادی (‎۲۹ خرداد ۱۳۱۵ خورشیدی) روی داد که زمان اوج آن، ساعت ۵:۲۰:۳۱ به‌وقت ساعت هماهنگ جهانی بوده‌است. مدت زمان و طول این خورشیدگرفتگی ۲ دقیقه و ۳۱ ثانیه بود.